# Diskus

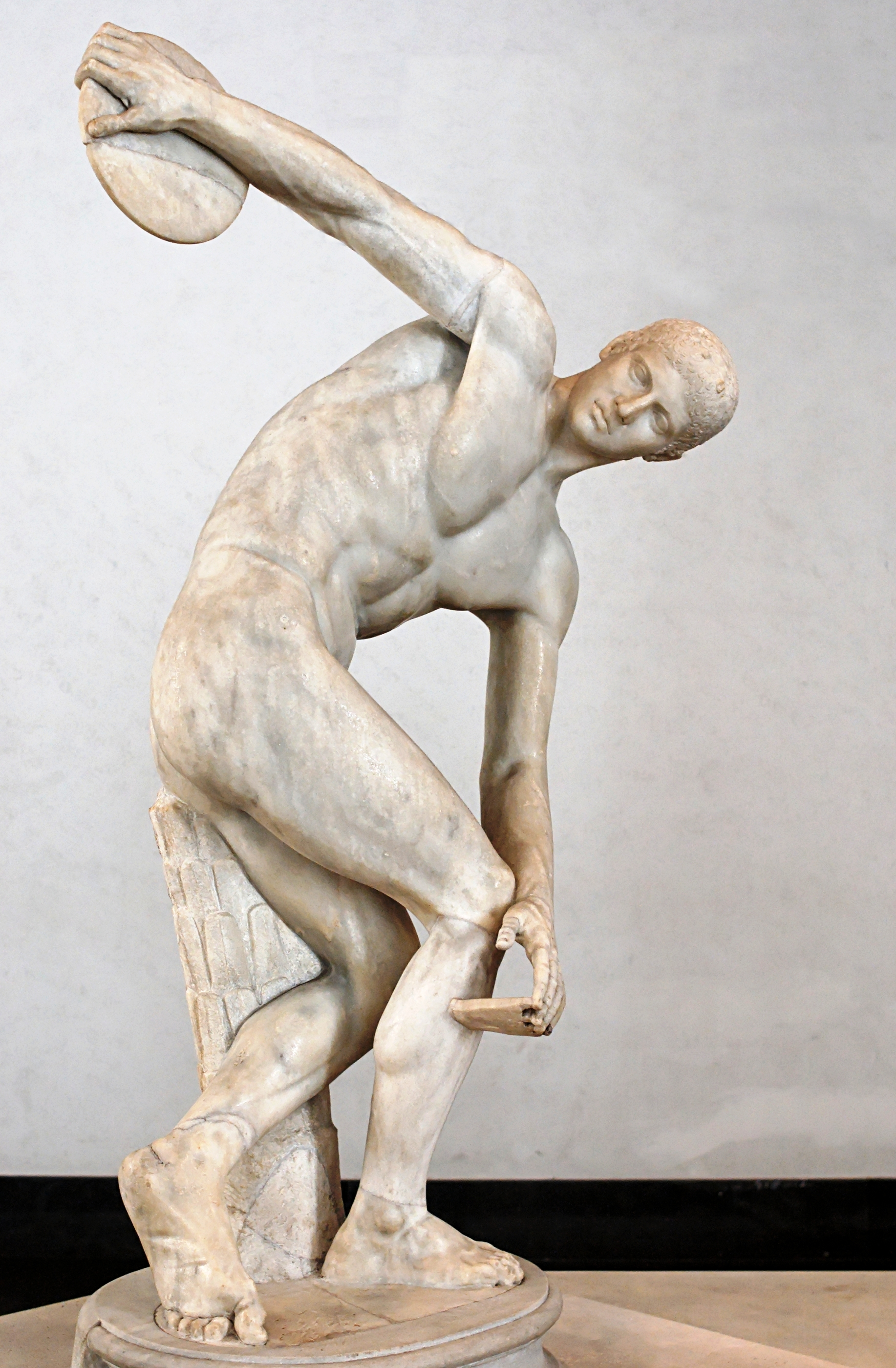
Myrons diskuskastare. Staty i Köpenhamn, Danmark.

Diskus är ett idrottsredskap som används i friidrottsgrenen diskuskastning. Det har varit ett idrottsredskap sedan antiken och är möjligen baserat på ett kastvapen.

## Antik historik
Den grekiska antikens diskus (grekiska δίσκος, skiva) kunde vara gjord i sten eller brons och var i regel betydligt större och tyngre än dagens sportversion. Den användes uteslutande som gren i olympisk femkamp. Ingen standard fanns och alla deltagare kastade med samma diskus. Antikens diskusar kastades förmodligen med en pendlande rörelse.
I Iliadens beskrivning av Patrokolos begravning (sång 23, vers 826) så kastar deltagarna en järndiskus under en diskustävling och vinnaren får behålla redskapet. Järn var dyrt och eftertraktat. I antik mytologi råkade Hyakinthos dödas av ett vådakast när han lärde Apollon att kasta diskus. I en del berättelser var det vindguden Zefyrus som ändrade riktning på den av svartsjuka. Hyakhinthos blod blev till blomman hyacint.
Eventuellt började diskuskastningen som stridsövningar, och kan ha varit ett vapen med slipade kanter.

## Den nutida diskusens utformning
En modern tävlingsskiva för herrar har en diameter på 22 cm och en vikt på två kg. För damer är diametern 18,2 cm och vikten ett kg. Kanterna är i regel av metall och de platta sidorna är av plast, glas- eller kolfiber och måste vara släta. Alla mått på diskusen är strikt standardiserade i de internationella tävlingsreglerna och kontrolleras innan varje tävling samt direkt efter nationella och internationella rekordnoteringar. Nybörjarskivor finns även helt gjorda i gummi och används främst vid träning inomhus på vintern då kast vanligtvis sker in i nät på grund av bristen på fullstora inomhushallar med konstgräs.

## Nutida tävlingar i diskuskastning

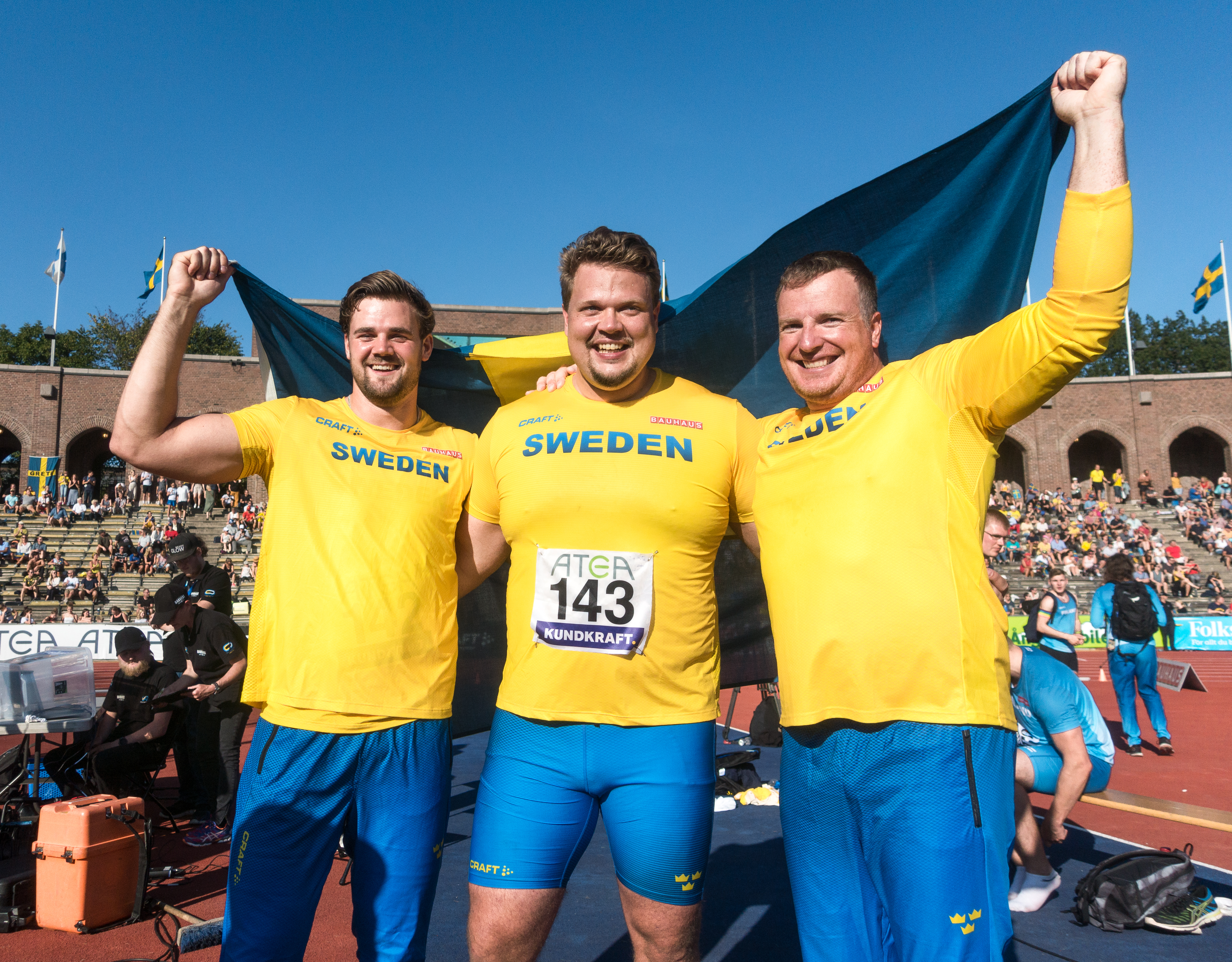
De svenska diskuskastarna Simon Pettersson, Daniel Ståhl och Niklas Arrhenius under Finnkampen på Stockholms stadion i augusti 2019.

Ringen i moderna diskustävlingar består av slipad cement som har diameter 2,50 meter och omgärdas av ett skyddsnät som bara är öppet mot kastsektorn som har öppningsvinkeln 35 grader (exakt 34,92*). Landar diskusen på eller utanför kastsektorns linjer är kastet ogiltigt. Varje kast måste också inledas stillastående i ringen och ingen del av skorna eller kroppen får sedan vidröra ovandelen av ringkanten eller marken utanför ringen förrän diskusen har landat. Därefter får kastaren lämna ringens bakre halva, bort från kastriktningen på ett kontrollerat sätt. Minst en funktionär övervakar kastringen och en annan övervakar kastsektorn. När kastaren har lämnat ringen visar dessa vita flaggor vid giltigt försök och röda flaggor vid ogiltigt försök.
Vid vanliga internationella tävlingar har alla kastare tre försök och de åtta bästa får sedan ytterligare tre kast. Startordningen rangordnas ofta utifrån förväntad placering då favoriten kastar sist i de första omgångarna. Efter tredje omgången justeras kastordningen så att den som ligger åtta inleder kommande tre omgångar och den som leder kastar sist.
I internationella mästerskap deltar oftast betydligt fler kastare och då genomförs i regel två olika kvalgrupper med lottad startordning där varje deltagare har tre försök att kvalificera sig till finalen genom att klara en av arrangören högt satt direktkvalgräns eller genom att vara bland de tolv bästa totalt i de två grupperna efter att samtliga deltagare kastat klart. I finalen är reglerna desamma som vid vanliga internationella tävlingar med skillnaden att startordningen alltid är lottad.
Diskuskastarnas säsong pågår, likt den övriga arenafriidrotten, främst under norra halvklotets vår- och sommarmånader då även alla stora mästerskap avgörs. Dock hålls i ett antal länder numera årliga tävlingar även på vintern, antingen inom- eller utomhus beroende på väder och tillgång till stora inomhushallar med konstgräs. I ett antal europeiska länder hålls även vintermästerskap utomhus i friidrottens kastgrenar och det europeiska friidrottsförbundet arrangerar sedan år 2001 även en årligt återkommande internationell Europacup i vinterkast utomhus som även inkluderar kula, spjut och slägga.

## Träning för nutida diskuskastare
Dagens diskuskastning påminner mycket om dess antika ursprung så tillvida att atletens fysiska egenskaper genom stort mentalt fokus och god teknik överförs till kastredskapet på ett så effektivt och kontrollerat sätt som möjligt vilket genererar längst kast. Grenens strikta regler på utförande och kroppskontroll bidrar till att bibehålla balans mellan kropp och själ som var en tydlig del av den antika diskuskastningen.
Den fysiska styrkan hos dagens diskuskastare byggs främst upp genom skivstångsträning med fokus på explosiv muskelstyrka. En diskuskastares fysiska träning innehåller vanligtvis inslag av både styrkelyft, tyngdlyftning, gymnastik samt grenspecifika styrkeövningar och traditionella övningar vars utförande anpassats för att passa de grenspecifika kraven. Nödvändigt är också ett visst mått av allmän kondition, rörlighet och snabbhet varpå diskuskastare ofta är relativt mångsidiga atleter. Moderna diskuskastare i världseliten tränar vanligtvis mellan sex och tolv pass per vecka, varav teknikträning upp till ca åtta gånger per vecka som mest. En diskuskastare på den nivån kastar vanligtvis mellan 4 000 och 10 000 kast per år. Träningen kan variera väldigt mycket mellan olika kastare världen över och skiljer sig åt från friidrottens allmänna barn- och ungdomsträning. Eftersom diskuskastare sällan når sin idrottsliga topp före 25 års ålder och kan utvecklas även efter att de fyllt 30 är det en av de friidrottsgrenar som tar längst tid att nå internationell framgång i och kräver därför stort tålamod och långsiktighet.
Även tekniken som kastare använder sig av varierar mycket mellan olika länder och kulturer. Tekniken anses, tillsammans med armarnas längd, vara den viktigaste faktor som skiljer de bästa kastarna åt. En god teknik innebär en effektiv kraftutveckling som startar i fötterna och benmusklerna. Kraften överförs sedan som en kinetisk kedja via höfterna till bålen och slutligen ut till armen och handen som håller fast diskusen med fingrarnas yttersta leder. Ett bra diskuskast kännetecknas även av en förhållandevis låg muskulär anspänning i början av rotationen, god rytm och tajming i rörelserna in i mitten av ringen, en stor separation mellan under- och överkropp innan utkastet och ett kraftfullt stämben. Alltsammans skapar en lång väg i syfte att påverka redskapet så länge som möjligt och ge det den högsta möjliga utgångshastigheten när det lämnar handen. Diskusen bör ligga relativt stilla i flygfärden när den skär genom luften med ett stort antal rotationer per sekund. Även diskusens position och vinklar när den lämnar handen är avgörande för flygfärden och ska anpassas efter vindförhållandena.
De största skillnaderna i teknik görs mellan kast som utförs med eller utan benskifte efter att diskusen lämnat handen. Båda teknikerna har visat sig mycket framgångsrika och oftast är det kastarens kroppskonstitution eller landets traditioner och tränarnas kunskaper inom respektive teknik som avgör vilken som lämpar sig bäst för varje individ.

## Vindens påverkan
Vinden påverkar diskuskastningen mer än många andra friidrottsgrenar, på både gott och ont. Skickliga diskuskastare kan vid goda yttre förutsättningar samspela med naturen så att diskusen flyger längre än normalt genom att justera dess utkastvinkel och även vinkla diskusen rätt i förhållande till sin egen rotationsaxel. En högerhänt diskuskastare på hög nivå kan då nyttja en motvind som kommer snett framifrån höger så att diskusen flyger ca 1-5 meter längre än under vindstilla förhållanden. På samma sätt påverkar medvind och vind från vänster diskusen negativt. Dock kan mycket skickliga diskuskastare justera utkastet även efter dessa förhållanden och minska de negativa konsekvenserna. En vindstyrka på 12-18 m/s från höger eller snett framifrån höger anses vara nära optimalt för rekordmässiga kast med herrarnas diskus. Damernas lättare diskusar är mer vindkänsliga och behöver inte lika stora vindstyrkor för att anses ha optimala förhållanden.

## Modern historik
Diskus har funnits med på det olympiska programmet för herrar ända sedan starten 1896 i Aten. När olympiska tävlingar i friidrott för damer för första gången hölls 1928 i Amsterdam var diskus den första grenen i vilken en kvinna blev olympisk mästare i friidrott.
I början av 1900-talet tävlade man i Sverige och internationellt i både diskuskastning med bästa hand och båda händerna sammanlagt som då hanterades som olika grenar. 1925 avskaffades den sammanlagda grenen i Sverige och numera tävlar man enbart med bästa hand både i Sverige och internationellt.
För herrar var länge USA den dominerande nationen och den stora stjärnan under 1950-talet och 1960-talet var Al Oerter som vann fyra raka olympiska guld. Från och med Olympiska sommarspelen 1988 har ingen från USA vunnit någon olympisk medalj. Under 2000-talet har stjärnorna främst kommit från länderna kring Östersjön genom främst litauern Virgilijus Alekna, estländaren Gerd Kanter och tysken Robert Harting. Herrarnas världsrekord i diskus har Mykolas Alekna från Litauen. Det sattes den 14 april 2024 i Ramona, Oklahoma och mättes till 74,35 meter.
På damsidan har grenen helt dominerats av kastare från det forna östblocket. Amerikanskan Stephanie Brown-Traftons seger vid de Olympiska sommarspelen 2008 var ett tydligt undantag mot regeln. Även vid Världsmästerskapen har de flesta segrarna kommit från Ryssland, Vitryssland och genom den före detta östtyskan Franka Dietzsch. Damernas världsrekord på damsidan innehas av Gabriele Reinsch från f.d. Östtyskland och mäter 76,80 meter. De flesta damer som kastat över 70 meter gjorde det på 1980-talet.
En stor anledning till de åldrande världsrekorden i diskuskastning anses allmänt vara den systematiska doping som förekom som mest på 1980-talet under det kalla kriget vilket innebar att de aktiva kunde träna mer och bli betydligt starkare på kortare tid än vad som annars varit möjligt. Sedan dess har träningsmetoderna vidareutvecklats men kast över 70 meter är fortfarande mycket ovanligt. Trots att dopingfallen i diskus numera är relativt få och utvecklingen fortsätter mot en renare sport så kvarstår dopingproblematiken i ett antal länder.

## Svenska diskuskastare
De svenska manliga diskuskastare som varit mest internationellt framgångsrika är europamästaren från Turin 1934 och före detta världsrekordinnehavaren Harald Andersson, den olympiske bronsmedaljören från München 1972 och f.d. världsrekordinnehavaren Ricky Bruch samt EM-bronsmedaljören från Paris 1938 Gunnar Bergh. De svenska kvinnliga diskuskastare som varit mest internationellt framgångsrika är OS-bronsmedaljören från Amsterdam 1928 Ruth Svedberg samt är den flerfaldige VM-, och EM-finalisten Anna Söderberg.
Andra svenska diskuskastare som gått till final på internationella mästerskap för seniorer:
- Henrik Sjöberg, OS 1896
- Gustaf Söderström, OS 1900
- Eric Lemming, OS 1900
- Emil Magnusson, OS 1912
- Allan Eriksson, OS 1920
- Oskar Zallhagen, OS 1920
- Anton Karlsson, EM 1934
- Birgit Lundström, EM 1934, OS 1936
- Åke Hedvall, OS 1936, EM 1938
- Brita Åwall, EM 1938
- Gudrun Eklund, EM 1946
- Erik Westlin, EM 1946
- Bengt Wikner, EM 1948
- Majken Åberg, OS 1948
- Arne Hellberg, EM 1950
- Roland Nilsson, OS 1952, EM 1954
- Erik Uddebom, OS 1956
- Lars Arvidsson, EM 1958
- Wivianne Bergh-Freivald, OS 1960
- Lars Haglund, EM 1962
- Kenth Gardenkrans, OS 1980
- Gunnel Hettman, EM 1982
- Stefan Fernholm, OS 1984, EM 1986, 1990, VM 1995
- Sofia Larsson, EM 2014
- Axel Härstedt, EM 2014, OS 2016
- Daniel Ståhl, VM 2015, EM 2016, VM 2017, VM 2019, OS 2020, OS 2024
- Simon Pettersson, VM 2017, VM 2019, OS 2020
- Vanessa Kamga, OS 2024

## Rekord, herrar
Uppdaterat 6 augusti 2024.
| Område       | Resultat | Idrottare       | Land      | Stad, datum                   |
| ------------ | -------- | --------------- | --------- | ----------------------------- |
| Världsrekord | 74,35    | Mykolas Alekna  | Litauen   | Ramona 14 april 2024          |
| Afrika       | 70,32    | Frantz Kruger   | Sydafrika | Salon-de-Provence 26 maj 2002 |
| Asien        | 69,32    | Ehsan Hadadi    | Iran      | Tallinn 3 juni 2008           |
| Europa       | 74,35    | Mykolas Alekna  | Litauen   | Ramona 14 april 2024          |
| Nordamerika  | 71,32    | Ben Plucknett   | USA       | Eugene 4 juni 1983            |
| Oceanien     | 71,48    | Alex Rose       | Samoa     | Allendale 11 maj 2024         |
| Sydamerika   | 70.29    | Mauricio Ortega | Colombia  | Lovelhe 22 juli 2020          |

Första officiella världsrekord diskuskastning för herrar sattes av James Duncan ()

### Mästerskapsrekord
| Tävling          | Resultat | Idrottare         | Land    | Stad, datum               |
| ---------------- | -------- | ----------------- | ------- | ------------------------- |
| Olympiskt rekord | 70,00    | Rojé Stona        | Jamaica | Paris 7 augusti 2024      |
| VM-rekord        | 71,46    | Daniel Ståhl      | Sverige | Budapest 21 augusti 2023  |
| EM-rekord        | 68,87    | Piotr Malachowski | Polen   | Barcelona 1 augusti 2010  |
| SM-rekord        | 70,42    | Simon Pettersson  | Sverige | Norrköping 6 augusti 2022 |

## Rekord, damer
Uppdaterat 6 augusti 2024.
| Område       | Resultat | Idrottare          | Land                | Stad, datum                |
| ------------ | -------- | ------------------ | ------------------- | -------------------------- |
| Världsrekord | 76,80    | Gabriele Reinsch   | Östtyskland         | Neubrandenburg 9 juli 1988 |
| Afrika       | 64,96    | Chioma Onyekwere   | Nigeria             | Ramona 15 april 2023       |
| Asien        | 71,68    | Yanling Xiao       | Folkrepubliken Kina | Peking 14 mars 1992        |
| Europa       | 76,80    | Gabriele Reinsch   | Östtyskland         | Neubrandenburg 9 juli 1988 |
| Nordamerika  | 73.09    | Yaimé Pérez        | Kuba                | Ramona 13 april 2024       |
| Oceanien     | 69,64    | Dani Stevens       | Australien          | London 13 augusti 2017     |
| Sydamerika   | 65,34    | Andressa De Morais | Brasilien           | Leiria 26 juni 2019        |

Första officiella världsrekord i diskuskastning för damer sattes av Yvonne Tembouret ()

### Mästerskapsrekord
| Tävling          | Resultat | Idrottsman       | Land        | Stad, datum               |
| ---------------- | -------- | ---------------- | ----------- | ------------------------- |
| Olympiskt rekord | 72,30    | Martina Hellmann | Östtyskland | Seoul 29 september 1988   |
| VM-rekord        | 71,62    | Martina Hellmann | Östtyskland | Rom 31 augusti 1987       |
| EM-rekord        | 71,32    | Diana Sachse     | Östtyskland | Stuttgart 28 augusti 1986 |